# Ricotia carnosula
Ricotia carnosula là một loài thực vật có hoa trong họ Cải. Loài này được Boiss. & Heldr. miêu tả khoa học đầu tiên năm 1849.